# Bullatacina
Bullatacina es un bis (tetrahidrofurano) de ácidos grasos lactona que se encuentra en algunas frutas de la familia Annonaceae. Es un miembro de la clase de compuestos conocidos como acetogeninas.